# Johann Wilhelm Ferdinand von Reuter
Johann Wilhelm Ferdinand von Reuter (* 3. Februar 1782 in Rügenwalde (Kreis Schlawe); † 2. Januar 1860 in Koblenz) war ein königlich preußischer Generalmajor und zuletzt Kommandant der Festung Saarlouis. Er wurde 1826 als von Reuter in den preußischen Adelstand erhoben.

## Herkunft
Seine Eltern waren der Bürgermeister von Rügenwalde Johann Emanuel Reuter (* 20. Februar 1739; † 20. Juli 1797) und dessen Ehefrau Charlotte Friederike Westphal.

## Leben
Er kam am 11. September 1798 als Bombardier zum Feld-Artillerie-Korps. Dort wurde er am 15. September 1806 zum Seconde-Lieutenant befördert. Als solcher nahm er am Vierten Koalitionskrieg teil, wo er sich bei der Verteidigung von Graudenz hervortat. 
Nach dem Frieden von Tilsit kam er am 21. Februar 1809 zur brandenburgischen Artillerie-Brigade. Am 8. Dezember 1809 erhielt er für Graudenz den Orden Pour le Mérite. Während der Befreiungskriege erwarb er in der Schlacht bei Bautzen das Eiserne Kreuz 2. Klasse, er kämpfte dann bei Großgörschen, Dresden und Kulm. Bei Leipzig erwarb er das Eiserne Kreuz 1. Klasse und den russischen St.-Wladimir-Orden 4. Klasse. Ferner war er bei Laon, Ligny und Belle Alliance sowie den Gefechten bei Haynau, La Fere, Avesnes, Sevres und Issy und der Blockade von Erfurt beteiligt. Er kam am 1. Juni 1814 zur Garde-Artillerie-Brigade, wo er am 31. August 1814 zum Premier-Lieutenant ernannt wurde.
Am 24. Juli 1815 wurde er wirklicher Hauptmann und Chef der 8. Fuß-Artillerie-Kompanie der Garde-Artillerie-Brigade. Am 1. August 1821 wurde er zum Major befördert und zeitgleich zum Kommandeur der 1. Abteilung der Garde-Artillerie-Brigade ernannt. Am 13. Mai 1826 wurde er in Berücksichtigung der treu geleisteten Dienste in den preußischen Adelsstand erhoben. Am 11. Februar 1831 wurde er Brigadier ad Interim der 4. Artillerie-Brigade, am 18. November 1831 wurde er als Brigadier bestätigt. Er erhielt am 15. September 1833 den Roten Adlerorden 4. Klasse. Am 30. März 1838 erhielt er die Beförderung zum Oberst und dazu am 15. September 1838 den Roten Adlerorden 3. Klasse mit Schleife und am 5. Oktober 1838 den russischen St.-Annen-Orden 2. Klasse.
Am 22. März 1843 wurde er als Kommandant in die Festung Saarlouis versetzt und dazu am 8. April 1843 in die 5. Artillerie-Brigade aggregiert. Zudem wurde er am 30. März 1844 zum Generalmajor ernannt und erhielt am 23. September 1844 den Roten Adlerorden 2. Klasse mit Eichenlaub. Am 2. März 1848 wurde er seiner Stellung enthoben, um dem Kommandierenden General des VIII. Armeekorps zur Verfügung gestellt zu werden. Bereits am 11. April 1848 wurde er mit Pension in den Ruhestand versetzt. Er starb am 2. Januar 1860 in Koblenz.

## Familie
Er heiratete am 19. Dezember 1816 in Berlin Johanna Luise Henriette Pieper (* 12. März 1793; † 31. März 1875), die Tochter des Berliner Stadtrates Pieper. 
- Marie Charlotte Bertha (* 12. Juli 1818) ⚭ 24. September 1845 August Liebermann von Sonnenberg, († 21. Juni 1849 bei Waghäusel), Hauptmann im Infanterie-Regiment Nr. 30.
- Johanna Auguste Alwine (* 15. Dezember 1819) ⚭ 1839 N.N. von Hobe, Rittmeister im Husaren-Regiment Nr. 2
- Sophie Emilie Emma (* 26. September 1821)[3]
- Klara Antonie Agnes (* 23. Juli 1824; † 29. Mai 1856)
- Johann Wolfgang Eduard (* 19. Februar 1826; † 6. August 1870), gefallen bei Spichern, Oberst und Kommandeur des Grenadier-Regiments Nr. 12 ⚭ 1858 Marie Helene von Sternheim (* 23. November 1839)[4], Eltern von Admiral Ludwig von Reuter